# Cydnoseius
Cydnoseius es un género de ácaros perteneciente a la familia Phytoseiidae.

## Especies
El género contiene las siguientes especies:
- Cydnoseius muntius (Schicha & Corpuz-Raros, 1992)
- Cydnoseius negevi (Swirski & Amitai, 1961)